# Optometría

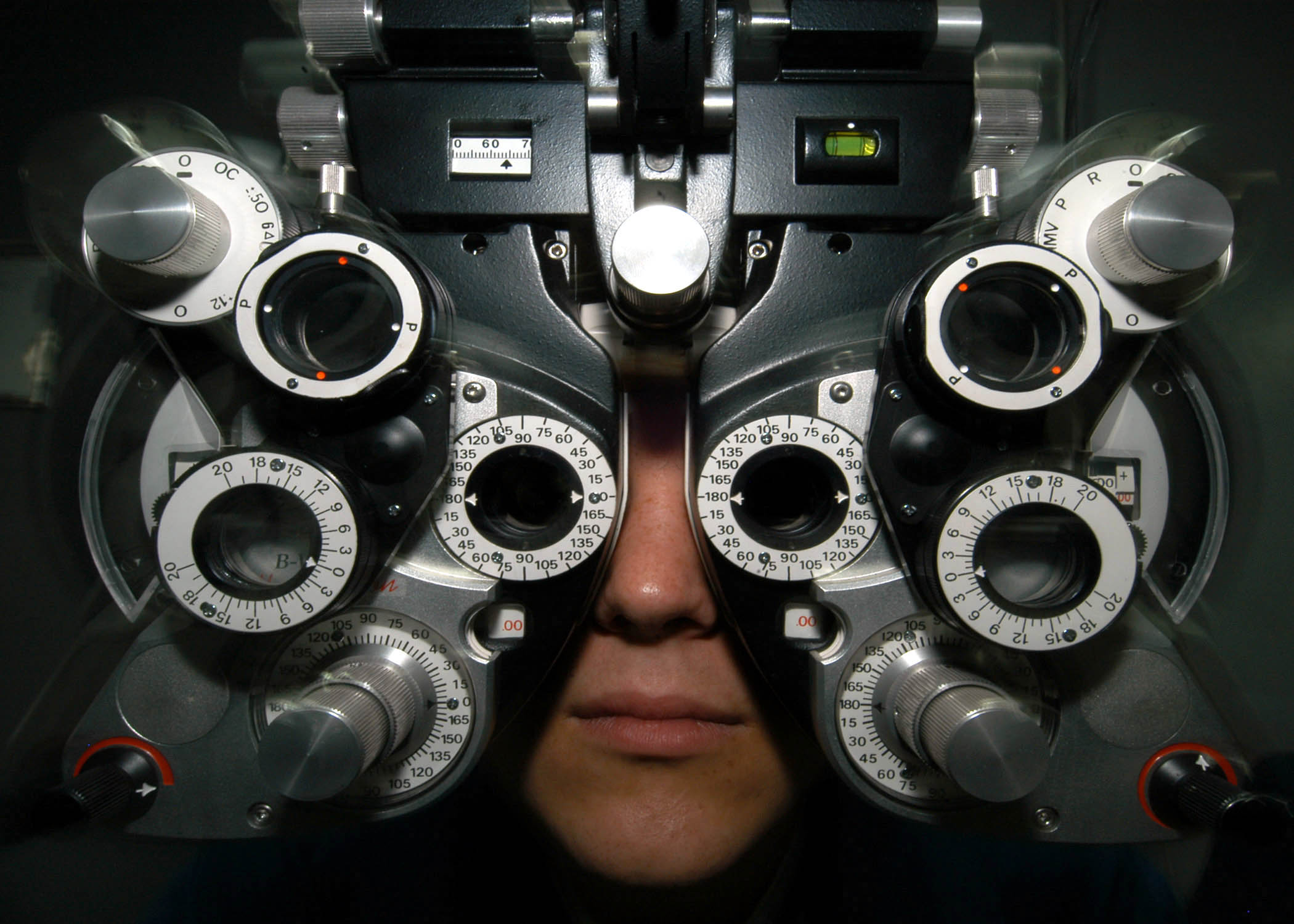
Un foróptero óptico.

La optometría (del griego ὄψ "ojo" y μέτρον "medida") es la ciencia  que estudia y mide los fenómenos físicos y ópticos de la visión. El origen de la optometría se remonta a los primeros estudios sobre la óptica y la formación de imágenes por parte del ojo. El término entró en el idioma español para describir la técnica realizada con el optómetro, un instrumento para medir la visión mucho antes de la existencia del foróptero. La raíz de la palabra opto es una forma abreviada derivada de la palabra griega ophthalmos, que significa "ojo". A quien labora como profesional de la salud visual que ejerce la práctica clínica en esta área de la salud se le denomina óptico-optometrista u optómetra, dependiendo del territorio. Los optómetras son la primera línea de la atención en salud visual y ocular en los sistemas de salud de la mayor parte de los países.

## Historia

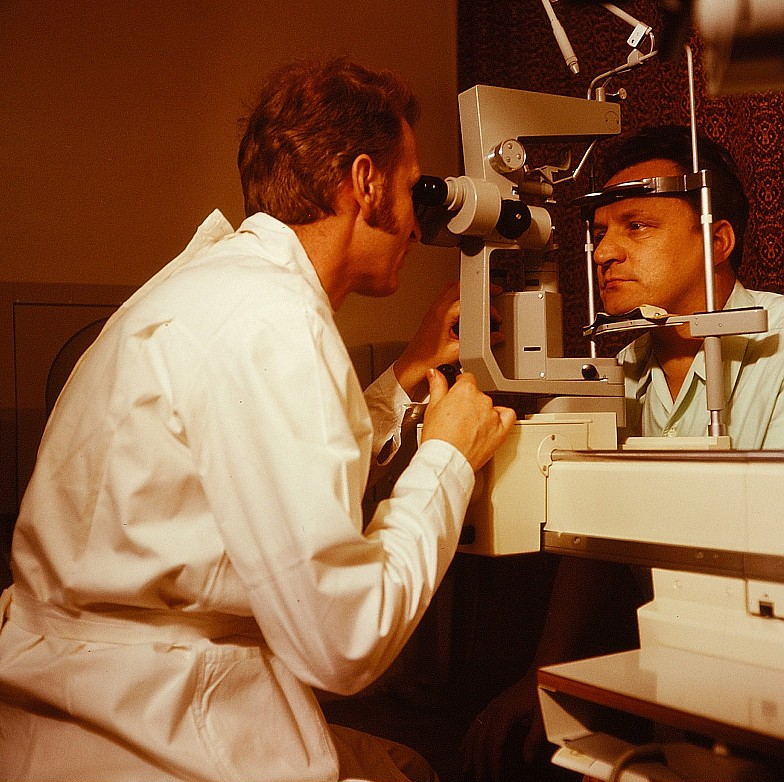

En 1623 Benito Daza de Valdés fue el primer óptico-optometrista occidental en publicar un libro completo sobre óptica en español , donde menciona el uso y ajuste de anteojos. Gracias a esta obra se le considera uno de los precursores de la optometría moderna a nivel mundial. En ella clasifica las lentes correctoras, indica las compensaciones refractivas según la ametropía, además describe pautas de  cómo operar las cataratas e incluso propone el uso de  cristales ahumados contra los efectos nocivos del sol. El esquema propuesto por Daza de Valdés para clasificar las lentes es el distintivo de la Sociedad Española de Oftalmología. 
En 1692, William Molyneux escribió un libro sobre óptica y lentes donde expuso sus ideas sobre la miopía y los problemas relacionados con la visión de cerca, como la hipermetropía y la presbicia. Los científicos Claudius Ptolomeo y Johannes Kepler también contribuyeron a la creación de la optometría. Kepler descubrió cómo la retina dentro del ojo contribuye al formar el sentido de la visión . Desde 1773 hasta alrededor de 1829, Thomas Young descubrió una nueva ametropía, el astigmatismo y fue George Biddell Airy quien diseñó unas gafas para corregir ese problema que incluían lentes esferocilíndricas.
Aunque el término "optómetro" apareció en el libro de 1759 "A Treatise on the Eye: The Manner and Phenomena of Vision" del médico escocés William Porterfield, no fue hasta principios del siglo XX en los Estados Unidos y Australia que el término "optometría" comenzó a usarse para describir la profesión. Sin embargo, a principios del siglo XXI, marcando la distinción con los ópticos dispensadores y oftalmólogos, se había convertido en el término aceptado internacionalmente.

## Óptico-optometrista
Los óptico-optometristas u optómetras son profesionales de la salud visual y ocular que ejercen una atención médica autónoma, requieren formación universitaria y su práctica clínica se encuentra regulada en la mayoría de países occidentales. El ejercicio profesional del optómetra incluye la refracción (técnicas para determinar los defectos refractivos),  dispensación de insumos y dispositivo médicos sobre medida para la salud visual y ocular para uso humano (lentes oftálmicos, lentes de contacto, prótesis oculares, etc.), detección, diagnóstico y manejo de enfermedades en el ojo. Incluye además, la rehabilitación de condiciones del sistema visual. En Colombia los optómetras están  facultados legalmente  para prescribir medicamentos de uso externo (colirios, ungüentos, pomadas, geles, etc. ) que se encuentren en las siguientes categorías farmacológicas : anestésicos de superficie, antiinflamatorios, antimicrobianos, antisépticos, corticosteroides, midriáticos, mióticos, lágrimas artificiales y lubricantes oftálmicos, vasoconstrictores, antihistamínicos, antivirales y descongestionantes de uso externo.

## Competencias técnicas y científicas de los óptico-optometristas.
Las actividades del ejercicio profesional pueden diferir dependiendo del marco legal de cada país. Sin embargo, se entienden como propias de la optometría, exceptuando específicamente los tratamientos quirúrgicos convencionales, con rayo láser y demás procedimientos invasivos, sin perjuicio de las competencias para el ejercicio de otras profesiones y especialidades de la salud como la oftalmología, las siguientes funciones: 
- La evaluación optométrica integral.
- La evaluación clínica, tratamiento y control de las alteraciones de la agudeza visual y la visión binocular.
- La evaluación clínica, el diseño, adaptación y el control de lentes de contacto u oftálmicos con fines correctivos terapéuticos o cosméticos.
- El diseño, adaptación y control de prótesis oculares.
- La aplicación de las técnicas necesarias para el diagnóstico, pronóstico, tratamiento y rehabilitación de las anomalías de la salud visual.
- El manejo y rehabilitación de discapacidades visuales, mediante la evaluación, prescripción, adaptación y entrenamiento en el uso de ayudas especiales.
- El diseño, organización, ejecución y evaluación de políticas, planes, programas y proyectos, para la promoción, prevención, asistencia, rehabilitación y readaptación de problemas de la salud visual y ocular.
- El diseño, organización, ejecución y evaluación de planes, programas y proyectos que permitan establecer los perfiles epidemiológicos de la salud visual u ocular de la población.
- El diseño, ejecución y evaluación de políticas, planes, programas y proyectos de investigación conducentes a la generación, adaptación o transferencia de tecnologías que permitan aumentar la cobertura, la atención y el suministro de soluciones para el adecuado control y rehabilitación de la función visual.
- El diseño, dirección, ejecución y evaluación de programas de salud visual en el contexto de la salud ocupacional.
- La dirección, administración de laboratorios de investigación en temas relacionados con la salud visual.
- La dirección, administración y manejo de establecimientos de óptica para el suministro de insumos relacionados con la salud visual.
- Los demás que en evento del desarrollo científico y tecnológico, sean inherentes al ejercicio de la profesión.